# ریو د ارو
ریو د ارو (به اسپانیایی: Río de Oro) یک سکونتگاه مسکونی در کلمبیا است که در بخش سزار واقع شده‌است.

## خصوصیات
ریو د ارو  ۱۵٫۰۰۰ نفر جمعیت دارد.